# Rex Brown
Pour les articles homonymes, voir Brown.

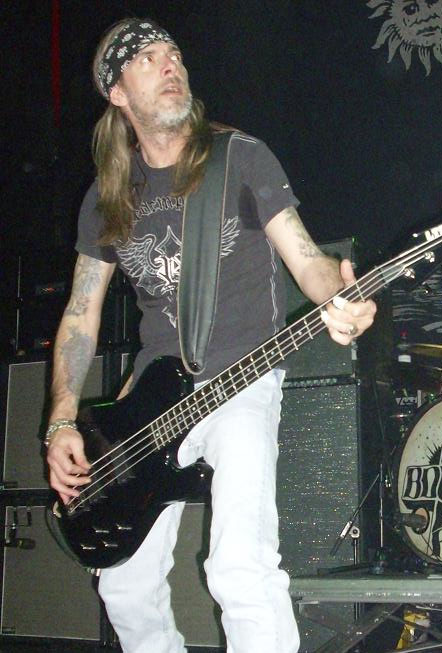
Rex Brown

Rex Robert Brown , né le 27 juillet 1964 à Graham (Texas) est le bassiste du supergroupe de heavy metal américain Kill Devil Hill. Il est principalement connu pour avoir été le bassiste du groupe de groove metal américain Pantera jusqu'à sa dissolution en 2003.

## Biographie
Il rejoint Down en 2002 pour remplacer le bassiste Todd Strange. Il a plus récemment joué sur l'album du groupe Crowbar, et également sur Lifesblood For The Downtrodden.
En 2011 il forme le supergroupe Kill Devil Hill en compagnie du batteur Vinny Appice (Ex-Black Sabbath, Heaven & Hell et Dio), le guitariste Mark Zavon et le chanteur Dewey Bragg (Ex-Pissing Razors).
En 2016 il travaille sur un premier album solo qui devrait être publié en mai 2017.

## Discographie

### Pantera
- Metal Magic (1983)
- Projects in the Jungle (1984)
- I Am the Night (1985)
- Power Metal (1988)
- Cowboys from Hell (1990)
- Vulgar Display of Power (1992)
- Far Beyond Driven (1994)
- The Great Southern Trendkill (1996)
- Official Live: 101 Proof (1998)
- Reinventing the Steel (2000)

### Down
- Down II: A Bustle in Your Hedgerow (Down) (2002)
- Down III: Over the Under (Down) (2007)

### Kill Devil Hill
- Kill Devil Hill (2012)
- Revolution Rise (2013)

### album solo
- Smoke on This (2017)

### Autres Apparitions
- ECW Extreme Music, Vol 1. (appeared with Tres Diablos on Heard It On The X) (1998)
- Boggy Depot (Jerry Cantrell) (1998)
- Rebel Meets Rebel (Rebel Meets Rebel) (2000)
- Lifesblood for the Downtrodden (Crowbar) (2005)
- En 2013, il publie un livre intitulé "Official Truth 101 Proof: The Inside Story Of Pantera" dans lequel il raconte et donne son point de vue sur sa carrière passée en tant que bassiste du groupe Pantera, de sa formation jusqu'à sa dissolution en 2003.

## Équipement
Basses:
- 1982-1990: Ibanez Roadster
- 1990-1993: Charvel 3b (utilisée lors du concert à Moscou)
- 1993-maintenant: Spector NS4/NS5 et Spector 4LX signature Rex Brown
- Fernandes Telecaster prototype bass utilisée pour le morceau "Walk"
- Musicman Stingray 5 utilisée pour le morceau "Mouth for war"
- Ovation utilisée pour l'intro de "Cemetery Gates"

```
Rex Brown a commencé à utiliser Spector sur Far Beyond Driven et les albums suivants.
```

Amplification:
- 1982-1991: Ampeg SVT blue line (utilisé lors du concert à Moscou)
- 1992-aujourd'hui: Ampeg SVT CL
- Ampeg SVT 2 Pro Head
- Ampeg SVT 4 Pro Head (utilisé sur les albums de Down)
- Ampeg 810 HE cabinet

Effets et Préamplification:
- Boss CH-1 super chorus
- Rocktron Basix preamp
- MXR 80 D.I.+ (Le mode d'emploi montre par ailleurs les propres réglages de Rex Brown)